# Adolf Aeschbach
Adolf Aeschbach (* 8. Oktober 1888 in Burg; † 19. März 1969 in Menziken; reformiert, heimatberechtigt in Burg) war ein Schweizer Politiker (SP).

## Biografie
Adolf Aeschbach wurde am 8. Oktober 1888 als Sohn des Kleinbauern und Fabrikarbeiters Friedrich Aeschbach in Burg geboren. Nach dem Besuch der Gemeinde- und Bürgerschule in Burg war er zunächst als Ausläufer und Packer in einer Zigarrenfabrik beschäftigt, 1908 absolvierte er eine Lehre als Kopfzigarrenmacher, anschliessend war er bis 1918 Fabrikarbeiter in der Zigarrenindustrie.
In der Folge fungierte er von 1918 bis 1955 als Sekretär des Verbandes der Handels-, Transport- und Lebensmittelarbeiter der Schweiz. Der Sozialdemokrat Aeschbach amtierte von 1921 bis 1961 als Aargauer Grossrat. Darüber hinaus sass er von 1943 bis 1959 im Nationalrat. Aeschbach setzte sich für die Besserstellung der Tabakarbeiter im Oberwynen- und Seetal ein und erwarb sich damit bei der Arbeiterschaft Popularität. Zudem wirkte er von 1925 bis 1957 als Richter und von 1933 bis 1957 als Vizepräsident des Bezirksgerichts Kulm.
Adolf Aeschbach, der 1919 Lina geborene Sommerhalder aus Burg ehelichte, verstarb am 19. März 1969 im Alter von 80 Jahren in Menziken.